# Universidad de París Diderot
La Universidad de París Diderot (en francés, Université Paris Diderot) fue una universidad pública francesa ubicada en París.
Se creó el 1 de enero de 1971 bajo el nombre de Universidad de París 7, como una de las trece universidades independientes creadas tras la división de la Universidad de París. En 1994 tomó su último nombre, en honor a Denis Diderot como símbolo del apego que este filósofo del Siglo de las Luces con vocación multidisciplinaria.
Con numerosos establecimientos de renombre, escolarizaba a estudiantes de primer, segundo y tercer ciclo. Además, destacaba por su amplia multidisciplinariedad. El artículo primero de sus estatutos señalaba que la universidad tenía como objetivo fundamental «la elaboración y transmisión de los conocimientos y la formación de espíritus libres y críticos».
El 1 de enero de 2020 se fusionó con la Universidad de París Descartes para crear la nueva Universidad de París Cité.